# النجد (بني سعد)

تعديل مصدري - تعديل

النجد هي إحدى قرى عزلة الوحاوح بمديرية بني سعد التابعة لمحافظة المحويت، بلغ تعداد سكانها 160 نسمة حسب تعداد اليمن لعام 2004.